# Rinorea macrantha
Rinorea macrantha M.Jacobs – gatunek roślin z rodziny fiołkowatych (Violaceae). Występuje endemicznie w środkowo-zachodniej części wyspy Borneo. 

## Morfologia
PokrójZimozielony krzew dorastający do 1–5 m wysokości.
LiścieBlaszka liściowa jest skórzasta i ma owalny, eliptyczny lub eliptycznie lancetowaty kształt. Mierzy 5–12 cm długości oraz 1,5–6 cm szerokości, jest karbowana na brzegu, ma nasadę od tępej do sercowatej i spiczasty wierzchołek. Przylistki są lancetowate i osiągają 7 mm długości. Ogonek liściowy jest nagi i ma 1–10 mm długości.
KwiatyZebrane w gronach wyrastających z kątów pędów. Mają działki kielicha o lancetowatym kształcie i dorastające do 2–5 mm długości. Płatki są owalnie podługowate, mają białą barwę oraz 6–9 mm długości.